# برنامه بین‌المللی ارزیابی دانش‌آموز
برنامه بین‌المللی ارزیابی دانش‌آموز (PISA) یک مطالعه جهانی توسط سازمان همکاری اقتصادی و توسعه (OECD) در کشورهای عضو و غیرعضو است که قصد دارد سیستم‌های آموزشی را با اندازه‌گیری عملکرد تحصیلی دانش‌آموزان ۱۵ ساله در ریاضیات، علوم و خواندن ارزیابی کند. این برنامه اولین بار در سال ۲۰۰۰ اجرا شد و پس از آن هر سه سال یک بار تکرار می‌شود. هدف آن ارائه داده‌های قابل مقایسه با هدف توانمند ساختن کشورها برای بهبود سیاست‌ها و نتایج آموزشی است.